# Walter Peak (Nový Zéland)
Walter Peak (maorský název Kā Kamu-a-Hakitekura označuje Walter Peak dohromady s Cecil Peak) je hora v pohoří Jižních Alp nacházející se poblíž města Queenstown na novozélandském Jižním ostrově. Vrchol hory dosahuje výšky 1800 m n. m. Sousedí s horou Cecil Peak.
K hoře pravidelně připlouvá parník TSS Earnslaw s pasažéry na návštěvu místní farmy Walter Peak High Country Farm a restaurace Colonel’s Homestead.

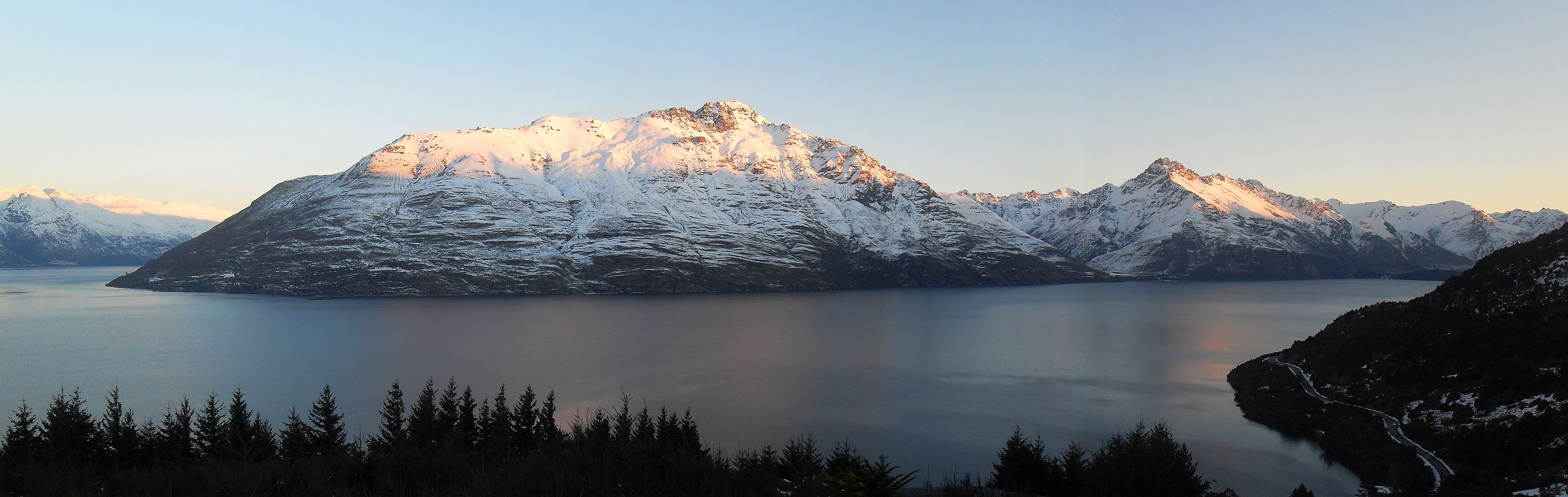
Vrcholy Cecil Peak a Walter Peak (zleva) pohledem z queenstownského předměstí Fernhill